# Boom Boom (sång)
Boom Boom är en blueskomposition skriven av John Lee Hooker 1961 och lanserad som singel 1962 på Vee-Jay Records. På inspelningen medverkar flera av de musiker som senare skulle bli Motowns studiomusiker The Funk Brothers. I en era då bluesmusiker sällan nådde popframgång nådde Hooker placering med låten på amerikanska Billboard Hot 100-listan. Den nådde plats 60 och var den enda låten Hooker kom in med på den listan. 1965 släpptes en cover av låten med brittiska rockgruppen The Animals specifikt för den nordamerikanska marknaden som nådde plats 43 på amerikanska singellistan. Denna inspelning användes i James Bond-filmen Skyfall 2012. Andra artister som spelat in låten är bland andra Shadows of Knight, Tony Joe White och Bruce Springsteen.
1992 nådde Hookers originalinspelning sextondeplatsen på brittiska singellistan sedan den använts i en reklamfilm för Lees jeans.
Låten har listats av Rock and Roll Hall of Fame som en av "500 låtar som skapade rock'n'roll". Den är även listad av magasinet Rolling Stone som 220 i listan The 500 Greatest Songs of All Time.